# John Ruggles

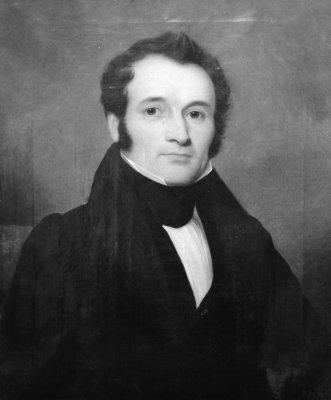
John Ruggles

John Ruggles, född 8 oktober 1789 i Westborough, Massachusetts, död 20 juni 1874 i Thomaston, Maine, var en amerikansk uppfinnare, jurist och politiker (demokrat). Han representerade delstaten Maine i USA:s senat 1835–1841. Han var ordförande i senatens patentutskott 1837–1838.
Ruggles utexaminerades 1813 från Brown University. Han studerade sedan juridik och inledde 1815 sin karriär som advokat. Han var domare i Maines högsta domstol 1831–1834.
Ruggles efterträdde 1835 Peleg Sprague som senator för Maine. Han var upphovsman till 1836 lag om omorganiseringen av det amerikanska patentverket. Han själv fick 1836 patent på sin uppfinning, ett tåghjul avsett att tåla svåra väderförhållanden. Att Ruggles ifrågavarande patent fick som nummer U.S. Patent 1, betyder inte alls att han var först i USA:s historia med att skydda sin uppfinning utan det var ett resultat av det nya numreringssystemet som introducerades med omorganiseringen av patentverket. Senaten inrättade 1837 ett särskilt patentutskott och Ruggles valdes till ordförande. Han efterträddes 1838 som ordförande i patentutskottet av Robert Strange. Ruggles efterträddes 1841 i senaten av George Evans. Ruggles återvände sedan till arbetet som advokat. Han förblev dessutom länge verksam som uppfinnare, talare och författare till politiska skrifter.
Ruggles avled 1874 och gravsattes på Elm Grove Cemetery i Thomaston.